# Alfred Nakache

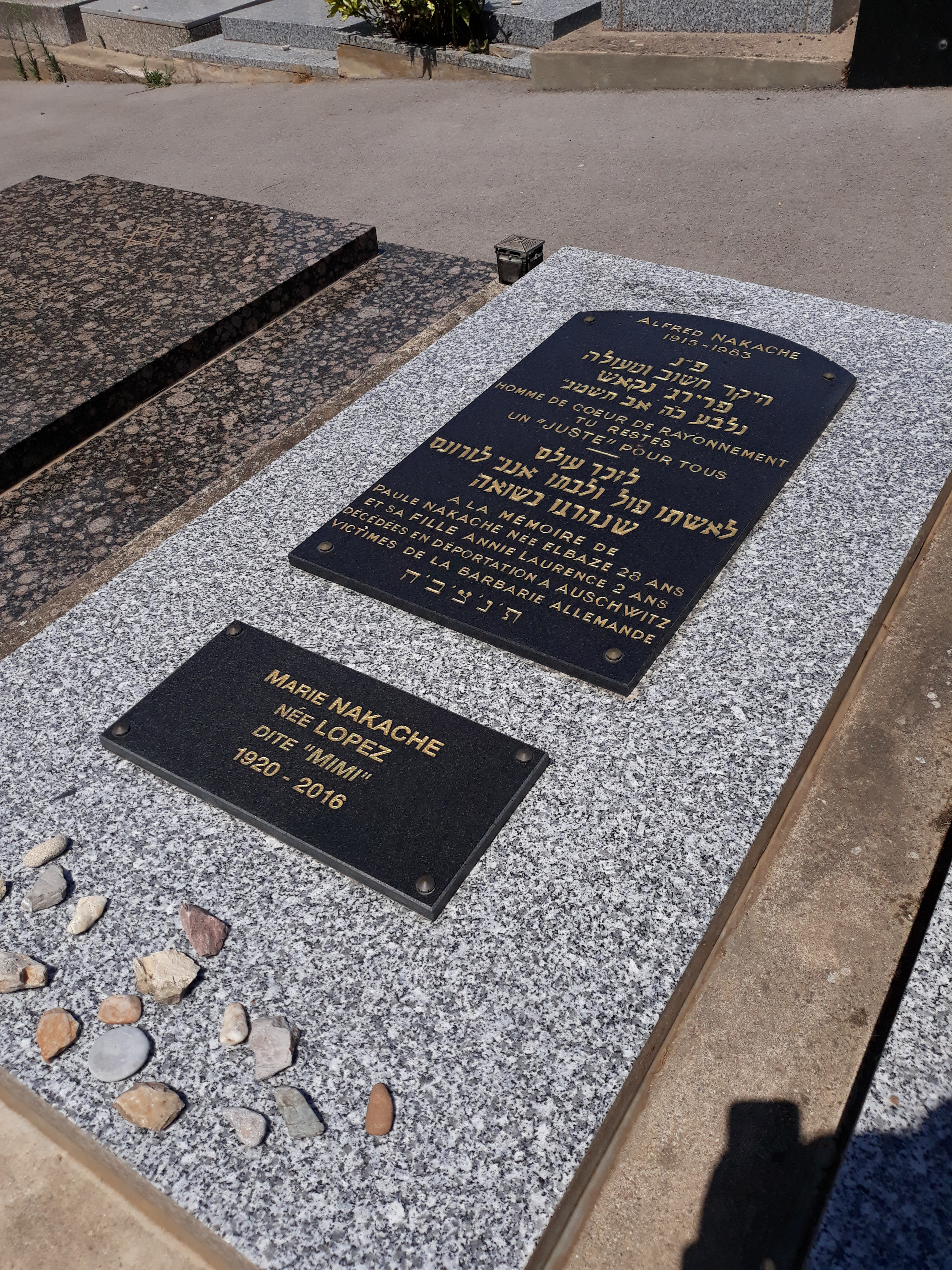
Das Grab von Alfred Nakache und seiner zweiten Ehefrau Marie auf dem Cimetière Le Py in Sète (Hérault). Der Grabstein erinnert auch an seine erste Ehefrau Paule und die gemeinsame Tochter Annie Laurence, die beide in Auschwitz umgebracht wurden.

Alfred „Artem“ Nakache (* 18. November 1915 in Constantine; † 4. August 1983 in Cerbère) war ein französischer Schwimmer und Wasserballspieler. Er ist der einzige Sportler, der an Olympischen Spielen vor sowie nach einer Gefangenschaft im KZ Auschwitz teilnahm. In Frankreich erhielt er den Beinamen „nageur d’Auschwitz“ („Schwimmer von Auschwitz“).

## Biographie

### Kindheit und Jugend in Algerien
Der Großvater von Alfred Nakache, ein sephardischer Jude, war im 19. Jahrhundert aus Marokko nach Algerien gekommen, damals Teil von Französisch-Nordafrika. Dort wurde Nakache in Constantine als eins von zehn Kindern einer traditionellen jüdischen Familie geboren. Die Stadt wurde damals wegen des hohen jüdischen Bevölkerungsanteils (20 Prozent von rund 100.000 Einwohnern) Petit Jérusalem (Klein-Jerusalem) genannt.
Der Vater, David Nakache, brachte seinem Sohn, der anfangs Angst vor Wasser hatte, in der Piscine Sidi M’Cid nahe dem Pont Sidi M’Cid das Schwimmen bei. Bald jedoch schwamm dieser so gut, dass er den Beinamen Artem, hebräisch „Fisch“, bekam. Mit seinem Vater und seinen Brüdern spielte er auch Wasserball. Im Alter von 17 Jahren startete er erstmals für seinen Verein bei einer Meisterschaft und gewann kurz darauf die Coupe de Noël de Constantine, einen Schwimmwettbewerb im offenen Meer bei Philippeville (heute Skikda).

### Erfolge als Schwimmer bis 1942
1933 nahm Nakache an französischen Meisterschaften in der Piscine des Tourelles in Paris teil und lernte dort sein großes Vorbild, Jean Taris, kennen, mit dem ihn fortan eine lebenslange Freundschaft verband. Er blieb in Paris, wurde Mitglied des Racing Club de France und begann am Institut national du sport et de l’éducation physique (INSEP) eine Ausbildung zum Sportlehrer, die er 1939 abschloss.
1935 errang Nakache bei der Makkabiade in Tel Aviv die Silbermedaille im Freistilschwimmen. Im Jahr darauf startete er bei den Olympischen Spielen in Berlin in der 4-mal-200-Meter-Staffel im Freistil. Die aus Nakache, Jean Taris, Christian Talli und René Cavalero bestehende Mannschaft belegte Rang vier. Aufgrund seiner sportlichen Leistungen sollte er 1937 an einem Vergleich zwischen einer europäischen und einer US-Mannschaft teilnehmen, musste aber, wahrscheinlich weil er Jude war, seinen Platz einem Schwimmer aus Deutschland überlassen. 1938 wurde er in der 4-mal-200-Meter-Kraulstaffel gemeinsam mit Talli, Cavalero und Roland Pallard Vizeeuropameister, und 1939 errang er bei den französischen Studentenmeisterschaften vier Goldmedaillen.
Nach der Besetzung Frankreichs durch die deutsche Wehrmacht und den damit für Juden verbundenen Restriktionen (ab 1940) floh Nakache mit seiner Familie nach Toulouse im unbesetzten Teil des Landes (Vichy-Frankreich) und schloss sich dem Toulouse Olympique Etudiants Club (TOEC) an, dessen Schwimmabteilung sich Dauphins du TOEC nannte. Dort eröffnete er mit Paule, seiner Frau, ein Sportstudio und trainierte auch Angehörige des jüdischen Widerstandes. Am 6. Juli 1941 übertraf er in Marseille den 200-Meter-Weltrekord des US-Amerikaners Jack Kasley im Brustschwimmen mit 2:36,8 Minuten. Bei den folgenden französischen Meisterschaften in Villeurbanne errang er acht von insgesamt zwölf Titeln. 1943 übten die Behörden Druck auf die Organisatoren der französischen Meisterschaften in Toulouse aus, damit Nakache nicht starten dürfe. Daraufhin traten aus Solidarität mit ihm alle Schwimmer seines Vereins TOEC und mehrere Schwimmer anderer Vereine nicht an.
Ein früherer sportlicher Rivale hingegen, Jacques Cartonnet (auch Ulysse Cartonnet genannt), war überzeugter Faschist und Milizionär, der in der Zeitung Le Grand Écho du Midi gegen die Juden und insbesondere Nakache hetzte. Andere Zeitungen schrieben, dieser jüdische Schwimmer „verschmutze das Wasser in französischen Schwimmbecken“. Cartonnet soll derjenige gewesen sein, der die Familie Nakache später bei der Gestapo denunzierte. Im November 1947 schrieb der Der Spiegel: „Jacques Cartonnet, der frühere französische Meisterschwimmer, nach dem Kriege als Kollaborateur zum Tode verurteilt und entkommen, weilte bis jetzt unter falschem Namen in dem italienischen Kapuzinerkloster Foligno. Die italienische Polizei verhaftete ihn.“

### In Auschwitz

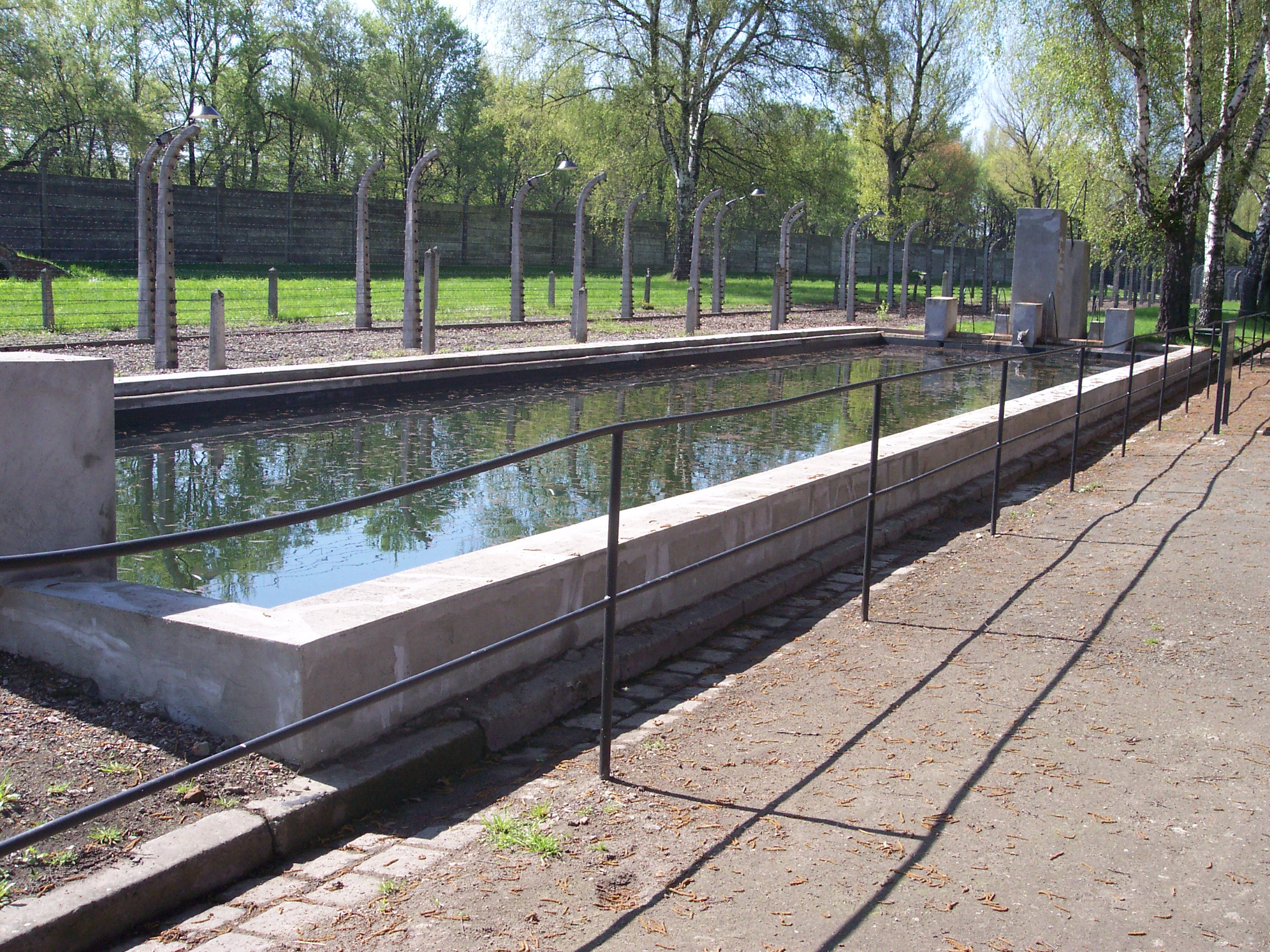
Löschwasserbecken in Auschwitz

Im Dezember 1943 wurde Nakache gemeinsam mit Paule, seiner Frau, und Annie, seiner zweijährigen Tochter, inhaftiert und über die Lager Drancy und Buna-Monowitz nach Auschwitz deportiert. Im Konvoi befanden sich 1368 Menschen, von denen nur 47 das Kriegsende erlebten. Ebenfalls in diesem Konvoi befanden sich der tunesische Boxer Victor Perez und der französische Sportjournalist Noah Klieger, mit denen er sich wie auch mit weiteren Lagerinsassen anfreundete, darunter der US-amerikanische Filmausstatter Willy Holt und der italienische Schriftsteller Primo Levi. Nakaches Frau und Tochter wurden sofort nach der Ankunft in Auschwitz ermordet, wovon Nakache jedoch bis nach Kriegsende keine Kenntnis hatte. Perez wurde im Januar 1945 auf einem Todesmarsch erschossen, Levi, Klieger und Holt überlebten die Shoah. Holt erinnerte sich in seinen Memoiren an Nakache als jemanden, der „vielen von uns im Krankenrevier Hoffnung gegeben“ hat.
Im Lager, wo er im Lazarett arbeitete, hielt Nakache seinen Lebenswillen aufrecht, indem er mit anderen Gefangenen heimlich in den Löschwasserbecken schwimmen ging. Die Behauptung eines Nakache-Biografen, die Wachen hätten sich einen „Spaß“ daraus gemacht, Nakache zu demütigen, indem sie ihn wie ein „dressiertes Tier“ nach Gegenständen tauchen ließen, wurde später von Klieger als „Erfindung“ abgetan. Nakache überstand die Torturen im KZ dank seiner starken körperlichen und psychischen Konstitution und überlebte auch den Todesmarsch von Auschwitz nach Buchenwald im Januar 1945. Nach der Befreiung des Lagers durch die 3. US-Armee am 11. April 1945 blieb er zunächst dort, um Mithäftlinge im Krankenhaus zu versorgen. Als er nach Toulouse zurückkehrte, wog der ehemals 85 Kilogramm schwere Mann noch 42 Kilogramm. Da man ihn tot glaubte, war dort am 9. Oktober 1944 das städtische Schwimmbad nach ihm benannt worden. Es trägt bis heute seinen Namen.

### Nach dem Krieg
Alfred Nakache fand nach dem Krieg Aufnahme bei der Familie eines Schwimmkameraden, Jean Taris oder Alex Jany. Monatelang ging er zum Bahnhof in der Hoffnung, die Namen seiner Frau und Tochter auf Überlebendenlisten zu finden. Erst später erfuhr er von ihrem Tod. Mit eisernem Lebenswillen begann er umgehend wieder mit dem Training, sodass er bereits nach acht Monaten drei französische Schwimmmeistertitel errang und mit der Wasserballmannschaft im nationalen Finale stand. 1946 holte er über 200 Meter Brust seinen letzten Meistertitel, 1947 und 1948 wurde er Vizemeister. 1948 wurde er für die Olympischen Spiele in London nominiert, wo er das Halbfinale des 200-Meter-Wettbewerbs im Brustschwimmen erreichte. Dabei schwamm er im Schmetterlingsstil, den er als einer der ersten praktiziert hatte und der damals als Spielart des Brustschwimmens galt, bis er 1953 als eigene Disziplin anerkannt wurde. Verschiedenen Quellen zufolge soll Nakache auch Mitglied in der französischen Wasserballmannschaft, die den sechsten Platz belegte, gewesen sein.
Anschließend beendete Nakache seine sportliche Laufbahn und arbeitete als Sportlehrer und Schwimmtrainer. So war er einer der Trainer des späteren Olympiasiegers Jean Boiteux. 1946 versteckte er in seinem Sportstudio Waffen für den ehemaligen Widerständler und zionistischen Aktivisten Abraham Polonski, der später einer der Kommandeure der Hagana und Mitbegründer der israelischen Armee wurde. 1950 heiratete Nakache erneut.
1961 verließen seine letzten Angehörigen, darunter seine Eltern, Algerien und kamen zu Nakache nach Toulouse, nachdem der jüdische Musiker Cheikh Raymond in Constantine Opfer eines antisemitischen Attentats algerischer Nationalisten geworden war. Schon 1934 waren 27 Menschen, 25 davon Juden, bei einem Pogrom in Constantine getötet geworden.
Von 1972 bis 1976 lebte Nakache mit seiner Frau auf Réunion, wo er einen Schwimmclub gründete und an der neugegründeten Universität La Réunion Sportunterricht gab. Sein erklärtes Ziel war die Förderung von Schwimmerinnen und Schwimmern aus den Französischen Überseegebieten.
Als Ruheständler ließ sich Nakache in der Nähe des Mittelmeers zwischen Sète und Cerbère nieder, da seine Frau Marie dorther stammte und ihn Klima und Landschaft an Algerien erinnerten. Er starb 1983 an einem Herzinfarkt, als er im Hafen von Cerbère sein tägliches Schwimmtraining absolvierte. Auf seinem Grabstein auf dem Friedhof Le Py in Sète stehen auf seinen Wunsch hin auch die Namen seiner ersten Frau, Paule, und seiner Tochter, Annie, an die als „Opfer der deutschen Barbarei“ erinnert wird.

## Ehrungen
In Frankreich sind weitere Schwimmbäder nach Alfred Nakache benannt, unter anderem in Paris, Montpellier und Nancy. 2014 wurde im Rathaus von Sète eine Ausstellung über Nakache gezeigt.
1993 wurde Nakache in die International Jewish Sports Hall of Fame aufgenommen.
2001 wurde ein Dokumentarfilm über Nakache produziert (Christian Meunier: Alfred Nakache, le nageur d’Auschwitz). 2009 publizierte Denis Baud das Buch Alfred Nakache. Le nageur d’Auschwitz (Nouvelles Editions Loubatières. ISBN 978-2-86266-591-7). Im selben Jahr wurde bekannt, dass ein Spielfilm über Nakaches Leben mit den beiden Schwimmern Laure Manaudou und Frédérick Bousquet geplant sei, der jedoch nicht zustande kam, weil die Familie Nakaches dieses Projekt ablehnte.
2019 wurde Alfred Nakache in die International Swimming Hall of Fame in Fort Lauderdale in Florida aufgenommen. 2021 wurde er in die Liste Portraits de France aufgenommen, mit der die französische Regierung 318 Persönlichkeiten aus den Überseegebieten, den ehemaligen Kolonien oder mit Migrationshintergrund ehrt.

## Familie
Die bekannten französischen Filmschaffenden Olivier Nakache und seine Schwester Géraldine Nakache sowie die ehemalige französische Parlamentsabgeordnete Yvette Benayoun-Nakache aus Toulouse sind Nachkommen von Geschwistern von Alfred Nakache. Sein Großneffe Yonathan Arfi ist seit 2022 Vorsitzender der französischen jüdischen Dachverbandes Conseil représentatif des institutions juives de France (CRIF) (Stand 2024).